# 幌村尚
幌村尚（日语：／ Horomura Nao，1999年1月31日—）生于兵库县西脇市，是一名日本男子游泳运动员，主攻蝶泳，2017年开始就读于早稻田大学。幌村3岁时开始练习游泳，小学时他从家出发，通常需要跨越许多山道才能到达学校，而且步行需要花上一个小时，由于他一直以来都是在这样的路上步行上学，他的腿部力量比其他选手要大，这弥补了其身高较矮的劣势。幌村在高中毕业前一直都在距离西脇市较近的加东市练习游泳。2018年4月，他在日本游泳锦标赛200米蝶泳项目上以1分53秒90的成绩刷新个人最好成绩，在夺得冠军的同时也获得同年举行的泛太平洋游泳锦标赛以及亚洲运动会参赛资格。